# Spongiocnizon petiti
Spongiocnizon petiti is een eenoogkreeftjessoort uit de familie van de Spongiocnizontidae. De wetenschappelijke naam van de soort is voor het eerst geldig gepubliceerd in 1964 door Stock & Kleeton.